# U-17-Fußball-Europameisterschaft 2015
Die Endrunde der 33. U-17-Fußball-Europameisterschaft fand im Mai 2015 in Bulgarien statt. Es war die erste Endrunde eines UEFA-Wettbewerbs in Bulgarien und die erste an der – wie zuletzt 2002 – wieder 16 Mannschaften teilnahmen. Sie diente auch als Qualifikation für die U-17-Fußball-Weltmeisterschaft 2015 in Chile. Alle UEFA-Mitgliedsverbände hatten sich um die Teilnahme beworben. Bulgarien wurde neben den beiden Ausrichtern für 2014 und 2016 auf der Sitzung des UEFA-Exekutivkomitee am 20. März 2012 in Istanbul ausgewählt.

## Qualifikation
Die erste Qualifikationsrunde, an der außer Gastgeber Bulgarien alle Bewerber teilnahmen, wurde am 28. November 2013 ausgelost. Deutschland erhielt vorab ein Freilos für die Eliterunde. Die übrigen 52 Mannschaften spielten in 13 Gruppen mit je vier Mannschaften, die Gruppenersten und -zweiten sowie die fünf besten Gruppendritten qualifizierten sich für die Eliterunde. Österreich traf in Gruppe 9 in Albanien vom 8. bis 13. Oktober 2014 auf Norwegen, San Marino und Albanien und die Schweiz traf in Gruppe 10 vom 23. bis 28. Oktober 2014 in Belgien auf Belgien, Aserbaidschan sowie Bosnien und Herzegowina, konnte sich aber nicht qualifizieren.
Die Eliterunde, bei der die 15 weiteren Endrundenteilnehmer ermittelt wurden, fand im März 2015 statt. Deutschland setzte sich in Gruppe 8 mit zwei Siegen (3:0 gegen die Slowakei und 3:0 gegen die Ukraine) und einem Unentschieden (2:2 gegen Italien) als Tabellenerster durch. Österreich konnte sich mit der gleichen Bilanz ebenfalls für die Endrunde qualifizieren (gegen Russland, Wales und Island).

## Modus der Endrunde
Die 16 qualifizierten Mannschaften wurden in einer offenen Auslosung auf vier Gruppen zu je vier Mannschaften aufgeteilt. Innerhalb der Gruppen spielte jede Mannschaft einmal gegen jede andere. Die Gruppensieger und Gruppenzweiten erreichten das Viertelfinale. Deren Sieger erreichten das Halbfinale und die Halbfinalsieger das Finale; Platz drei wurde nicht ausgespielt. Die reguläre Spielzeit betrug zweimal 40 Minuten. Ab dem Viertelfinale folgte nach unentschiedenem Spielstand nach der regulären Spielzeit keine Verlängerung, sondern direkt im Anschluss ein Elfmeterschießen.

## Teilnehmer
An der Endrunde nahmen folgende 16 Teams teil:
| - Bulgarien - Frankreich - Spanien - Kroatien | - Belgien - Niederlande - Griechenland - Irland | - Österreich - Russland - England - Slowenien | - Tschechien - Schottland - Deutschland - Italien |

### DFB-Auswahl
Trainer: Christian Wück (* 9. Juni 1973)
| Position   | Name                | Verein              | Geburts- datum | Anzahl der Spiele | Tor | Gelbe Karte | Gelb-Rote Karte | Rote Karte |
| ---------- | ------------------- | ------------------- | -------------- | ----------------- | --- | ----------- | --------------- | ---------- |
| Torhüter   | Constantin Frommann | SC Freiburg         | 27. Mai 1998   | 6                 | 0   | 0           | 0               | 0          |
| Torhüter   | Markus Schubert     | Dynamo Dresden      | 12. Juni 1998  | 0                 | 0   | 0           | 0               | 0          |
| Abwehr     | Enes Akyol          | Hertha BSC          | 16. Feb. 1998  | 4                 | 0   | 0           | 0               | 0          |
| Abwehr     | Dženis Burnić       | Borussia Dortmund   | 22. Mai 1998   | 4                 | 0   | 1           | 0               | 0          |
| Abwehr     | Jonas Busam         | SC Freiburg         | 3. Mai 1998    | 6                 | 0   | 0           | 0               | 0          |
| Abwehr     | Joel Abu Hanna      | Bayer 04 Leverkusen | 22. Jan. 1998  | 5                 | 0   | 0           | 0               | 0          |
| Abwehr     | Erdinc Karakas      | VfL Bochum          | 23. März 1998  | 5                 | 2   | 0           | 0               | 0          |
| Abwehr     | Daniel Nesseler     | Bayer 04 Leverkusen | 15. März 1998  | 6                 | 0   | 0           | 0               | 0          |
| Mittelfeld | Niklas Dorsch       | FC Bayern München   | 15. Jan. 1998  | 1                 | 0   | 0           | 0               | 0          |
| Mittelfeld | Dennis Geiger       | TSG 1899 Hoffenheim | 10. Juni 1998  | 2                 | 0   | 1           | 0               | 0          |
| Mittelfeld | Gökhan Gül          | VfL Bochum          | 17. Juli 1998  | 5                 | 0   | 0           | 0               | 0          |
| Mittelfeld | Vitaly Janelt       | RB Leipzig          | 10. Mai 1998   | 4                 | 0   | 1           | 0               | 0          |
| Mittelfeld | Salih Özcan         | 1. FC Köln          | 11. Jan. 1998  | 6                 | 0   | 2           | 0               | 0          |
| Mittelfeld | Felix Passlack      | Borussia Dortmund   | 29. Mai 1998   | 6                 | 3   | 2           | 0               | 0          |
| Mittelfeld | Görkem Sağlam       | VfL Bochum          | 11. Apr. 1998  | 4                 | 1   | 0           | 0               | 0          |
| Mittelfeld | Niklas Schmidt      | Werder Bremen       | 1. März 1998   | 4                 | 1   | 0           | 0               | 0          |
| Angriff    | Johannes Eggestein  | Werder Bremen       | 8. Mai 1998    | 4                 | 1   | 0           | 0               | 0          |
| Angriff    | Mats Köhlert        | Hamburger SV        | 2. Mai 1998    | 4                 | 0   | 2           | 0               | 0          |
| Angriff    | Janni Serra         | Borussia Dortmund   | 13. März 1998  | 5                 | 1   | 0           | 0               | 0          |

## Austragungsorte
Die Endrundenspiele werden in vier Städten ausgetragen: Burgas (Lasur-Stadion), Sliwen (Chadschi-Dimitar-Stadion), Stara Sagora (Beroe-Stadion) und Sosopol (Arena Sosopol).

## Auslosung
Die Auslosung fand am 2. April 2015 in Pomorie statt und ergab folgende Gruppen:
| Gruppe A   | Gruppe B    | Gruppe C     | Gruppe D    |
| ---------- | ----------- | ------------ | ----------- |
| Bulgarien  | Tschechien  | Griechenland | Irland      |
| Kroatien   | Slowenien   | Russland     | Niederlande |
| Spanien    | Belgien     | Schottland   | Italien     |
| Österreich | Deutschland | Frankreich   | England     |

## Vorrunde
Die Vorrunde wurde in vier Gruppen mit jeweils vier Teams ausgetragen. Die vier Gruppensieger und Zweitplatzierten qualifizierten sich für das Viertelfinale. Bei Punktgleichheit entschied zuerst der direkte Vergleich und danach die Tordifferenz über die Rangfolge.
Alle Zeitangaben entsprechen der Ortszeit (MEZ +3 Stunden).

### Gruppe A
| Pl. | Land       | Sp. | S | U | N | Tore    | Diff. | Punkte |
| --- | ---------- | --- | - | - | - | ------- | ----- | ------ |
| 1.  | Kroatien   | 3   | 2 | 1 | 0 | 003:000 | +3    | 07     |
| 2.  | Spanien    | 3   | 1 | 2 | 0 | 003:200 | +1    | 05     |
| 3.  | Österreich | 3   | 0 | 2 | 1 | 002:300 | −1    | 02     |
| 4.  | Bulgarien  | 3   | 0 | 1 | 2 | 002:500 | −3    | 01     |

|                                               |   |            |           |
| Mi., 6. Mai 2015 um 15:00 Uhr in Burgas       |   |            |           |
| Spanien                                       | – | Österreich | 1:1 (0:0) |
| Mi., 6. Mai 2015 um 19:00 Uhr in Stara Sagora |   |            |           |
| Bulgarien                                     | – | Kroatien   | 0:2 (0:1) |
| Sa., 9. Mai 2015 um 13:00 Uhr in Sosopol      |   |            |           |
| Kroatien                                      | – | Österreich | 1:0 (0:0) |
| Sa., 9. Mai 2015 um 15:00 Uhr in Burgas       |   |            |           |
| Bulgarien                                     | – | Spanien    | 1:2 (1:1) |
| Di., 12. Mai 2015 um 17:00 Uhr in Sosopol     |   |            |           |
| Österreich                                    | – | Bulgarien  | 1:1 (1:0) |
| Di., 12. Mai 2015 um 17:00 Uhr in Sliwen      |   |            |           |
| Kroatien                                      | – | Spanien    | 0:0       |

### Gruppe B
| Pl. | Land        | Sp. | S | U | N | Tore    | Diff. | Punkte |
| --- | ----------- | --- | - | - | - | ------- | ----- | ------ |
| 1.  | Deutschland | 3   | 3 | 0 | 0 | 007:000 | +7    | 09     |
| 2.  | Belgien     | 3   | 2 | 0 | 1 | 004:200 | +2    | 06     |
| 3.  | Tschechien  | 3   | 1 | 0 | 2 | 001:700 | −6    | 03     |
| 4.  | Slowenien   | 3   | 0 | 0 | 3 | 000:300 | −3    | 0      |

|                                                |   |             |           |
| Mi., 6. Mai 2015 um 16:00 Uhr in Sliwen        |   |             |           |
| Tschechien                                     | – | Slowenien   | 1:0 (0:0) |
| Mi., 6. Mai 2015 um 19:00 Uhr in Burgas        |   |             |           |
| Belgien                                        | – | Deutschland | 0:2 (0:2) |
| Sa., 9. Mai 2015 um 16:00 Uhr in Sosopol       |   |             |           |
| Tschechien                                     | – | Belgien     | 0:3 (0:1) |
| Sa., 9. Mai 2015 um 19:00 Uhr in Burgas        |   |             |           |
| Slowenien                                      | – | Deutschland | 0:1 (0:1) |
| Di., 12. Mai 2015 um 19:00 Uhr in Stara Sagora |   |             |           |
| Deutschland                                    | – | Tschechien  | 4:0 (3:0) |
| Di., 12. Mai 2015 um 19:00 Uhr in Burgas       |   |             |           |
| Slowenien                                      | – | Belgien     | 0:1 (0:0) |

### Gruppe C
| Pl. | Land         | Sp. | S | U | N | Tore    | Diff. | Punkte |
| --- | ------------ | --- | - | - | - | ------- | ----- | ------ |
| 1.  | Frankreich   | 3   | 3 | 0 | 0 | 007:000 | +7    | 09     |
| 2.  | Russland     | 3   | 1 | 1 | 1 | 004:300 | +1    | 04     |
| 3.  | Griechenland | 3   | 1 | 1 | 1 | 003:300 | ±0    | 04     |
| 4.  | Schottland   | 3   | 0 | 0 | 3 | 000:800 | −8    | 0      |

|                                               |   |              |           |
| Do., 7. Mai 2015 um 16:00 Uhr in Sosopol      |   |              |           |
| Griechenland                                  | – | Russland     | 2:2 (1:0) |
| Do., 7. Mai 2015 um 17:00 Uhr in Stara Sagora |   |              |           |
| Schottland                                    | – | Frankreich   | 0:5 (0:4) |
| So., 10. Mai 2015 um 16:00 Uhr in Sliwen      |   |              |           |
| Russland                                      | – | Frankreich   | 0:1 (0:0) |
| So., 10. Mai 2015 um 17:00 Uhr in Sosopol     |   |              |           |
| Griechenland                                  | – | Schottland   | 1:0 (1:0) |
| Mi., 13. Mai 2015 um 17:00 Uhr in Sosopol     |   |              |           |
| Frankreich                                    | – | Griechenland | 1:0 (0:0) |
| Mi., 13. Mai 2015 um 17:00 Uhr in Sliwen      |   |              |           |
| Russland                                      | – | Schottland   | 2:0 (0:0) |

### Gruppe D
| Pl. | Land        | Sp. | S | U | N | Tore    | Diff. | Punkte |
| --- | ----------- | --- | - | - | - | ------- | ----- | ------ |
| 1.  | England     | 3   | 2 | 1 | 0 | 003:100 | +2    | 07     |
| 2.  | Italien     | 3   | 1 | 1 | 1 | 003:200 | +1    | 04     |
| 3.  | Niederlande | 3   | 0 | 3 | 0 | 002:200 | ±0    | 03     |
| 4.  | Irland      | 3   | 0 | 1 | 2 | 000:300 | −3    | 01     |

|                                                |   |             |           |
| Do., 7. Mai 2015 um 13:00 Uhr in Sosopol       |   |             |           |
| Irland                                         | – | Niederlande | 0:0       |
| Do., 7. Mai 2015 um 19:00 Uhr in Burgas        |   |             |           |
| Italien                                        | – | England     | 0:1 (0:0) |
| So., 10. Mai 2015 um 16:00 Uhr in Stara Sagora |   |             |           |
| Irland                                         | – | Italien     | 0:2 (0:1) |
| So., 10. Mai 2015 um 20:00 Uhr in Stara Sagora |   |             |           |
| Niederlande                                    | – | England     | 1:1 (0:1) |
| Mi., 13. Mai 2015 um 19:00 Uhr in Stara Sagora |   |             |           |
| England                                        | – | Irland      | 1:0 (0:0) |
| Mi., 13. Mai 2015 um 19:00 Uhr in Burgas       |   |             |           |
| Niederlande                                    | – | Italien     | 1:1 (0:1) |

## Finalrunde
Alle Zeitangaben entsprechen der Ortszeit (MEZ +3 Stunden).

### Viertelfinale
|                                                |   |          |                      |
| Fr., 15. Mai 2015 um 16:00 Uhr in Burgas       |   |          |                      |
| Kroatien                                       | – | Belgien  | 1:1 (1:0), 3:5 i. E. |
| Fr., 15. Mai 2015 um 19:00 Uhr in Stara Sagora |   |          |                      |
| Deutschland                                    | – | Spanien  | 0:0, 4:2 i. E.       |
| Sa., 16. Mai 2015 um 16:00 Uhr in Burgas       |   |          |                      |
| England                                        | – | Russland | 0:1 (0:1)            |
| Sa., 16. Mai 2015 um 19:00 Uhr in Stara Sagora |   |          |                      |
| Frankreich                                     | – | Italien  | 3:0 (1:0)            |

### WM-Qualifikation
Die Gewinner nehmen neben den Halbfinalisten an der U-17-Fußball-Weltmeisterschaft 2015 in Chile teil.
|                                           |   |         |                |
| Di., 19. Mai 2015 um 16:00 Uhr in Sosopol |   |         |                |
| Kroatien                                  | – | Italien | 1:0 (1:0)      |
| Di., 19. Mai 2015 um 16:00 Uhr in Sliwen  |   |         |                |
| Spanien                                   | – | England | 0:0, 3:5 i. E. |

### Halbfinale
|                                                |   |            |                      |
| Di., 19. Mai 2015 um 16:00 Uhr in Burgas       |   |            |                      |
| Belgien                                        | – | Frankreich | 1:1 (0:1), 1:2 i. E. |
| Di., 19. Mai 2015 um 19:00 Uhr in Stara Sagora |   |            |                      |
| Deutschland                                    | – | Russland   | 1:0 (0:0)            |

### Finale
|                                          |   |             |           |
| Fr., 22. Mai 2015 um 20:00 Uhr in Burgas |   |             |           |
| Frankreich                               | – | Deutschland | 4:1 (1:0) |

## Schiedsrichter
Schiedsrichter
- Marius Avram
- Danilo Grujić
- Adrien Jaccottet
- Mads-Kristoffer Kristoffersen
- Erik Lambrechts
- Dumitru Muntean
- Paweł Raczkowski
- Roi Reinshreiber
- Alan Mario Sant

Schiedsrichterassistenten
- Erik Arewschatjan
- Rejdi Avdo
- Mehmet Culum
- Namik Huseynov
- Gareth Jones
- Sten Klaasen
- Ville Koskiniemi
- Aleh Maslianka
- Nuno Pereira
- Romans Platonovs
- Dovydas Sužiedėlis
- Erik Weiss

Vierte Offizielle
- Georgi Kabakow
- Zwetan Krastew
- Nikola Popow
- Iwajlo Stojanow

## Beste Torschützen
| Rang | Spieler         | Tore |
| ---- | --------------- | ---- |
| 1    | Odsonne Édouard | 8    |
| 2    | Ismail Azzaoui  | 3    |
|      | Jonathan Ikoné  | 3    |
|      | Felix Passlack  | 3    |

Hinzu kommen bisher 6 Spieler mit zwei und 26 Spieler mit je einem Treffer.

## Mannschaft des Turniers
| Torhüter                           | Abwehr                                                 | Mittelfeld                                                                             | Stürmer                                                                         | Bester Spieler  |
| ---------------------------------- | ------------------------------------------------------ | -------------------------------------------------------------------------------------- | ------------------------------------------------------------------------------- | --------------- |
| Jens Teunckens Constantin Frommann | Alec Georgen Borna Sosa Cucu Wout Faes Dayot Upamecano | Carles Aleñá Josip Brekalo Timothé Cognat Georgi Machatadse Nikola Moro Marcus Edwards | Felix Passlack Odsonne Édouard Jonathan Ikoné Chris Willock Jeff Reine-Adélaïde | Odsonne Édouard |

## Besonderheiten
- Deutschland gelangte als achte Mannschaft nach Portugal (1988), der Tschechoslowakei (1990), Frankreich (1996), Irland (1998), Frankreich (2001), den Niederlanden (2011) und Deutschland (2012) ohne Gegentor ins Finale. Portugal blieb zwar auch im Finale ohne Gegentor, verlor dies aber im Elfmeterschießen, die Tschechoslowakei  gewann das Finale, aber mit zwei Gegentoren, Frankreich verlor das Finale beide Male mit 0:1, Irland gewann es mit 2:1 und die Niederlande mit 5:2. Deutschland musste 2012 erst in der Nachspielzeit ein Gegentor hinnehmen und verlor dann im Elfmeterschießen.
- Torhüter der Franzosen war Luca Zidane, der zweitälteste Sohn von Zinédine Zidane. Im Elfmeterschießen gegen Belgien konnte er drei Elfmeter halten.[5]